# Karangasso-Sambla (département)
Pour le village chef-lieu, voir Karangasso-Sambla.
Ne doit pas être confondu avec Karangasso-Vigué (département).
Karangasso-Sambla (nom officiel) ou Karankasso-Sambla est un département et une commune rurale de la province du Houet, situé dans la région des Hauts-Bassins au Burkina Faso.
En 2006, le dernier recensement comptabilisait 25 306 habitants.

## Villages
Le département se compose de 14 villages, dont le village chef-lieu homonyme (données de population du recensement général de 2006) :
- Banakorosso (1 605 habitants)
- Bouendé (1 845 habitants)
- Diofoloma (4 384 habitants)
- Gognon (1 338 habitants)
- Karangasso-Sambla (4 846 habitants), chef-lieu
- Kongolikan (248 habitants)
- Koumbadougou (1 090 habitants)
- Magafesso (945 habitants)
- Samatoukoro (1 757 habitants)
- Sembléni (673 habitants)
- Sourougoudingan (2 097 habitants)
- Tiara (724 habitants)
- Torosso (1 356 habitants)
- Toukoro-Sambla (2 398 habitants)